# Dragmacidon lunaecharta
Dragmacidon lunaecharta is een sponssoort in de taxonomische indeling van de gewone sponzen (Demospongiae). Het lichaam van de spons bestaat uit kiezelnaalden en sponginevezels, en is in staat om veel water op te nemen. Deze zeespons wordt gevonden in de westelijke Atlantische Oceaan, waar het zich met plankton voedt. Deze sponzen hechten zich niet aan rotsen of de zeebodem maar drijven in waterstromen.

## Taxonomie
De spons behoort tot het geslacht Dragmacidon en behoort tot de familie Axinellidae. Het werd voor het eerst beschreven in 1886 door Stuart Oliver Ridley en Arthur Dendy als Axinella lunaecharta, maar in 1887, in hun eindrapport, droegen ze het over aan het geslacht Pseudaxinella. In 1917 herzag Edward Francis Hallmann enkele geslachten in de familie, Axinellidae, en bracht het over naar het geslacht Dragmacidon. 